# Fred Borchelt
Earl Frederick „Fred“ Borchelt (* 12. Juni 1954 in Staten Island, New York City) ist ein ehemaliger US-amerikanischer Ruderer.

## Biografie
Fred Borchelt gewann mit dem US-amerikanischen Vierer mit Steuermann bei den Weltmeisterschaften 1981 die Silber- und 1982 die Bronzemedaille. Zudem konnte er bei den Weltmeisterschaften 1979 im Zweier mit Steuermann ebenfalls Bronze gewinnen.
Borchelt nahm an den Olympischen Sommerspielen 1976 in Montreal und 1984 in Los Angeles teil. In Montreal belegte er im Vierer mit Steuermann den 11. Platz. 1984 gewann er in der Regatta mit dem Achter die Silbermedaille.
Borchelt studierte an der Rutgers University und ist inzwischen als Physiklehrer an der Saint John’s High School in Massachusetts tätig, wo er auch die Rudermannschaft trainierte.